# 切雷帕申齊
49°31′57″N 28°35′34″E / 49.53250°N 28.59278°E

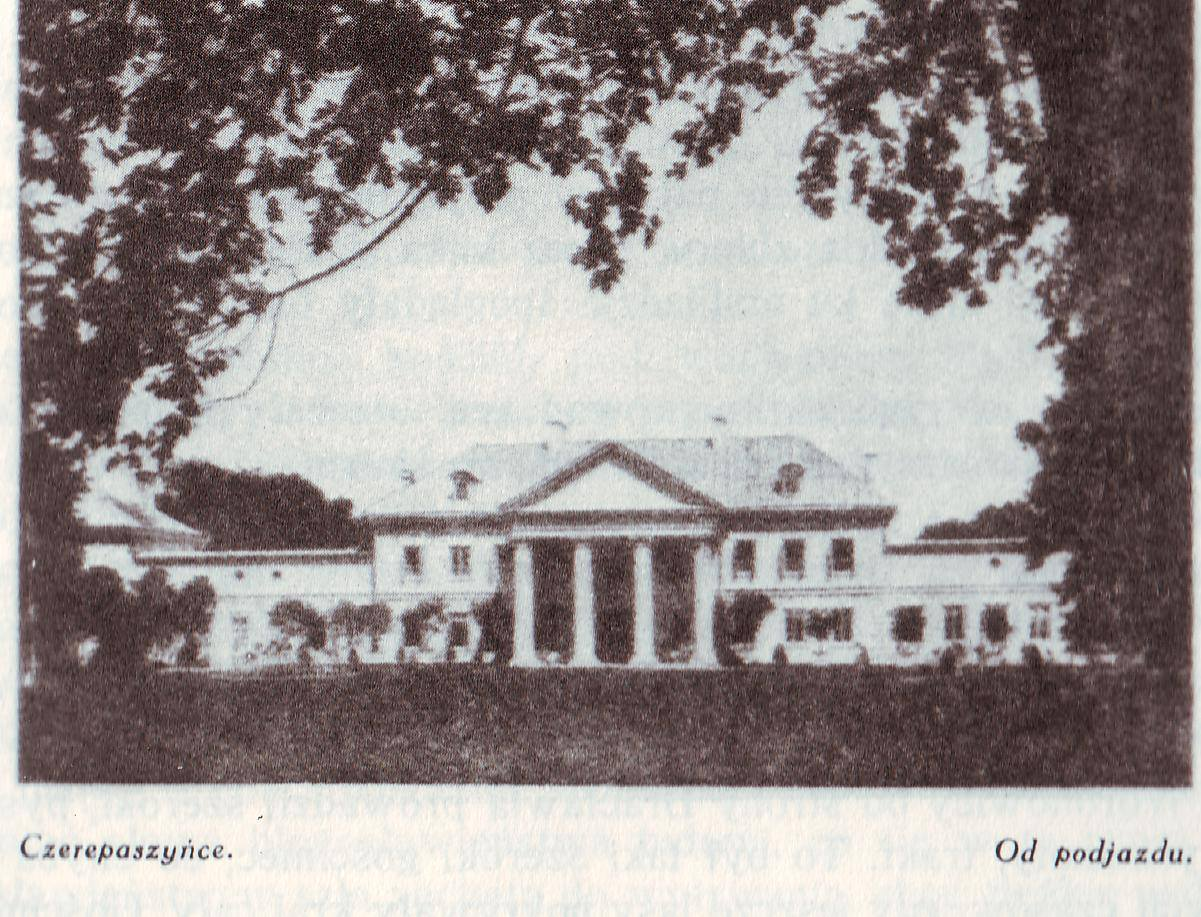
安東寧·烏爾班斯基 (藝術史學家)提供之歷史照片，1928年

切雷帕申齊（烏克蘭語：Черепашинці），是烏克蘭西南部文尼察州赫米利尼克區的村落，隸屬卡利尼夫卡市鎮，始建於1490年，面積0.48平方公里，海拔高度280米，2001年人口1,571，人口密度每平方公里3,293.5人。